# Mea Culpa (film, 2014)
Pour les articles homonymes, voir Mea culpa.
Pour plus de détails, voir Fiche technique et Distribution.
Mea Culpa est un film français réalisé par Fred Cavayé, sorti en 2014.

## Synopsis

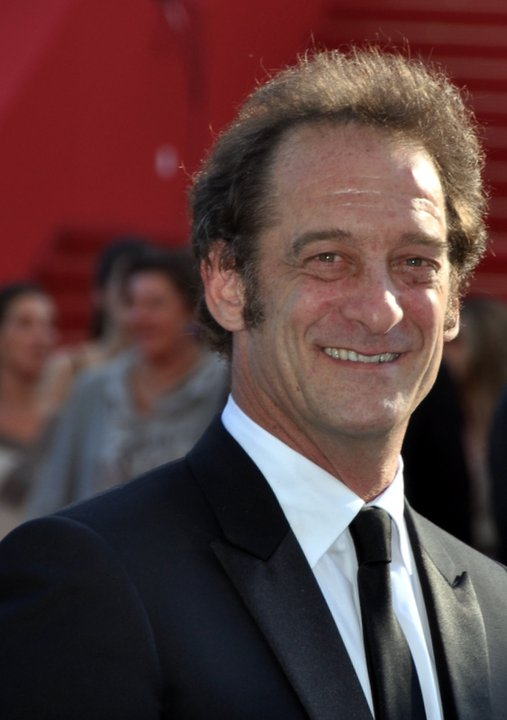
Vincent Lindon

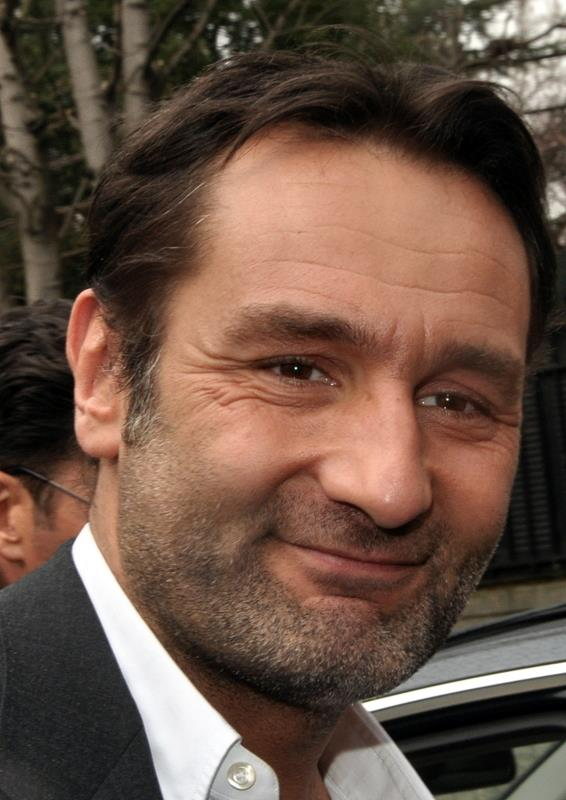
Gilles Lellouche

Six ans plus tôt, Simon (Vincent Lindon) et Franck (Gilles Lellouche) sont policiers et amis à Toulon. Tous les deux pères, ils sont inséparables.
Mais un soir de pluie en rentrant chez eux ensemble, après avoir fêté la fin d'une grosse et longue mission, ils percutent une voiture. Bilan : deux morts dont un enfant.
Franck s'en sort indemne, alors que Simon, qui était au volant et sous alcool, est blessé. La vie bascule pour Simon condamné pour ces homicides involontaires qui vont le ronger. Il va tout perdre : son travail, son mariage.
Aujourd'hui, Simon qui vit seul est devenu convoyeur de fonds tandis que Franck, toujours policier, continue de veiller sur la famille de son ami et sur ce dernier. Simon a bien du mal à tenir son rôle de père et ses engagements auprès de son fils Théo (Max Baissette de Malglaive), âgé de 9 ans.
Lors d'une corrida, Théo s'éloigne de sa mère et est témoin d'un règlement de comptes par des mafieux. Commence alors la traque du petit Théo, devenu témoin gênant.
Pour Simon, c'est le début d'une course contre la montre pour protéger son fils à tout prix de ces gens qui le menacent, mais Franck refuse de le voir agir seul. Ils vont s'allier de nouveau et tout faire pour régler le problème.

## Fiche technique
- Titre original : Mea Culpa
- Réalisation : Fred Cavayé
- Scénario : Fred Cavayé et Guillaume Lemans, d'après une idée originale d'Olivier Marchal
- Musique : Cliff Martinez
- Photographie : Danny Elsen
- Montage : Benjamin Weill
- Décors : Philippe Chiffre
- Costumes : Marie-Laure Lasson
- Production : Cyril Colbeau-Justin, Jean-Baptiste Dupont

Producteur délégué : David Giordano
Coproducteurs : Adrian Politowski et Gilles Waterkeyn
- Sociétés de production : LGM Productions, uFilm et Nexus Factory
- Sociétés de distribution : Gaumont Distribution ( France), Praesens-Film ( Suisse) et 20th Century Fox ( Allemagne)
- Genre : thriller, drame, action et policier
- Durée : 90 minutes
- Pays d'origine :  France
- Langue originale : français
- Budget : 16 millions d'euros[1]
- Format :
- Dates de sortie[2] : 
  - France : 5 février 2014
  - Belgique : 5 février 2014
- Date de sortie du DVD : 5 juin 2014 (France)

## Distribution
- Vincent Lindon : Simon
- Gilles Lellouche : Franck Vasseur
- Nadine Labaki : Alice
- Max Baissette de Malglaive : Théo
- Gilles Cohen : Pastor
- Medi Sadoun : Jacquet
- Velibor Topić : Milan
- Cyril Lecomte : Jean-Marc
- Gilles Bellomi : Andréi
- Sofia Essaïdi : Myriam
- Sacha Petronijevic : Pietr
- Pierre Benoist : Boris
- Alexis Manenti : Slobodan
- Tomi May : Oleg
- Éric Bougnon : Karl
- Pierre Nisse : Kevin
- Justine Fabre : Manon

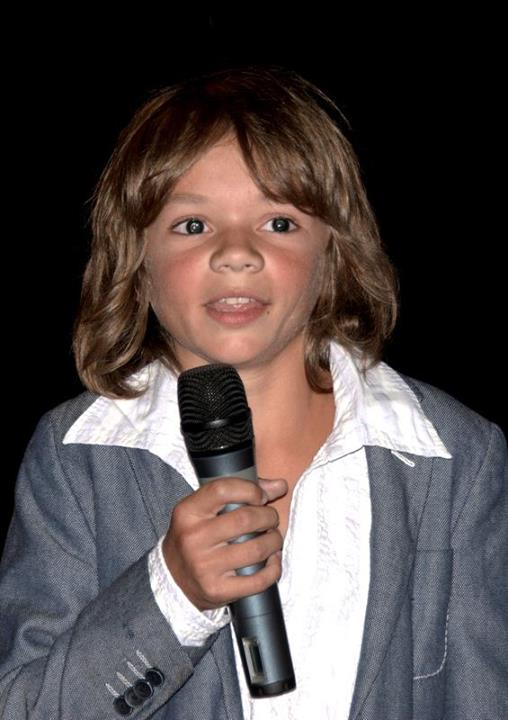
Max Baissette de Malglaive

- Nicolas Abraham : un policier à l'hôpital
- Éric de Montalier un policier à l'hôpital
- Magalie Mateci : la sœur de Franck
- Stéphane Blancafort : l'homme IGS
- Fabien Baïardi : le père mafieux
- Chloé Dol : la fille du père mafieux
- Emmanuel Gradi : le docker au restaurant Alice
- Olivier Farge : Père femme accident
- Nicky Marbot : Patron Alice
- Yann Sundberg : Capitaine Bompard
- Mour : le gérant du Why Not
- Léticia Belliccini : la jolie prostituée au Why Not
- Mathieu Milella : Policier Why Not
- Thierry Pathiaux : Agent SNCF gare
- Christelle Cornil : la contrôleuse TGV
- Emmanuel Bloch : le contrôleur stagiaire TGV
- Laurent Fernandez : Mafieux Why Not
- Marc Galtié : Médecin SAMU accident Simon
- François Bredon : Homme de main Why Not
- Aurèle Dussart : Théo (3 ans)
- Cristina Da Silva : Dealeuse voiture
- Sylvain Gabet : Dealeur voiture

## Production

### Développement
À l'origine, le premier script a été rédigé par Guillaume Lemans sur une idée d'Olivier Marchal. Après l'abandon d'un autre projet, Fred Cavayé a repris l'idée et l'a modifiée pour en faire un film dont le thème tourne plus autour de la rédemption que de la vengeance. Marchal et Cavayé se connaissent bien puisqu'ils avaient collaboré ensemble sur Pour elle en 2008.
Pour Cavayé, avant même les préoccupations scénaristiques, son objectif était de « créer un duo de cinéma » et de « proposer un bon film de spectacle ».

### Tournage
Sauf indication contraire, les informations mentionnées dans cette section peuvent être confirmées par le générique de fin de l'œuvre audiovisuelle présentée ici, ainsi que par la base de données cinématographiques IMDb,  présente dans la section « Liens externes ».Mea Culpa marque les retrouvailles de Fred Cavayé avec Vincent Lindon et Gilles Lellouche. Bien qu'ayant tous deux travaillé avec le réalisateur, c'est la première fois que les deux acteurs se retrouvent ensemble dans le même film. Lindon avait déjà participé à Pour elle en 2008 et Lellouche avait collaboré avec Cavayé sur À bout portant en 2010 et Les Infidèles en 2011.
Le tournage a eu lieu sur les plateaux 6, 8 et 9 de la Cité du Cinéma de Luc Besson à Saint-Denis ainsi qu'à Avignon, à Toulon et à Arles.
A la 63e minute du film, le départ du TGV est censé se dérouler à la gare de Toulon. La gare vue est en réalité celle de Paris-Gare-de-Lyon (vérifiable au générique et à la verrière de la gare). La scène de départ sur le quai est, elle, tournée à la gare de Paris-Montparnasse. Un TGV Duplex est le lieu du combat après la course-poursuite avec la voiture de Gilles Lellouche avant que le TGV ne fasse un arrêt sur les voies avant Aix-en-Provence.
La scène de la poursuite dans les halles municipales a été tournée dans le marché couvert de Toulon, dans le Var.
Vincent Lindon et Gilles Lellouche ont eu besoin d'un entraînement sportif intensif pour être à la hauteur des exigences physiques de leurs rôles. Ils ont tous les deux été blessés à plusieurs reprises durant le tournage : Lindon s'est notamment fait plusieurs hématomes et un claquage, s'est cassé une côte et sa tête a violemment frappé un rail de chemin de fer pendant le tournage de la bagarre finale ; Lellouche s'est fait une sévère coupure en tournant la scène où il dévale une pente le long de la voie ferrée, pour laquelle il avait refusé de se faire doubler.[réf. nécessaire]